# 格利尼克桥
格利尼克橋（德語：Glienicker Brücke）是位於德國哈弗爾河上的一座連接柏林和勃兰登堡州首府波茨坦的橋樑。橋的名稱來自於附近的格利尼克宮。現在的橋樑建成於1907年，已經是第四代橋樑（包括二戰後重建）。
冷戰時期，格利尼克橋作為連接西柏林與東德波茨坦的過境線路，曾被東西方兩大陣營在這裏數次用於交換被捕諜報人員的場所，因而以“間諜橋”著稱。

## 歷史

### 三代橋梁
第一座横跨哈弗爾河的木橋大約建於1660年，它將柏林與波茨坦連接在了一起，隨著1747年無憂宮以及1769年新宮在波茨坦相繼建成，兩地之間的來往日益頻繁，1794年在柏林和波茨坦之間開通了每日郵遞馬車。對當時的柏林人來説，波茨坦是他們的後花園，而這座木橋是則是必經通道。
到了19世紀，原有的木製橋梁雖然經常維修，但已不堪負荷。爲了適應兩地之間交通的日益增長，需要新建一座橋梁。於是建築師卡爾·弗里德里希·申克爾設計了一座磚木基座橋梁，它成爲了第二代格利尼克橋。橋梁於1834年建成。這座第二代橋共有10个橋孔，爲便於船隻通過，中間木製橋段設計成可以臨時擡高移動的橋面。
20世紀初，日益增多的交通流量已經超過了第二代橋的原有設計能力，特別是來往於哈弗爾河上的蒸汽動力船隻在穿過橋梁時，只能利用供船隻通行的一個狭窄橋孔，因而經常造成水面交通阻塞。爲此，當時的德意志帝國政府於1904年舉行了一場設計招標競賽，計劃建造一座新的現代化鉄橋以取代現有的磚木結構橋，杜伊斯堡的約翰·卡斯帕·哈克特家族公司（第六代約翰·卡斯帕·哈克特）贏得了招標設計，大橋於1907年11月16日落成。
二戰結束前夕的1945年4月，橋梁受到了嚴重破壞。1949年東德和西德兩國分別成立之後，這座橫跨在兩國邊界（東德境内的波茨坦和西德飛地的西柏林）的橋梁得以重新修復，東德政府將該橋命名爲“統一之橋”。

### 冷戰期間
二戰結束之後，該橋主要是被盟軍用作連接波茨坦軍事聯絡團和柏林分部的交通通道，波茨坦和柏林（東西）的居民最初也可以利用這座橋梁自由來往於兩市之間。但是到了1952年5月27日東德當局首先對西柏林市民關閉了這座橋，1961年8月柏林墻建成之後，該橋又對東德公民關閉，大橋只允許盟軍的軍事人員和外國外交官通過。
在西柏林和東柏林以及東西德之間的所有邊境檢查站中，格林尼克橋是唯一的由蘇聯控制的邊境檢查站。
到了20世纪70年代，這座橋因爲使用年限壽命而需要進行重大維修。維修費用成爲西柏林政府和東德政府之間的爭議焦點。1980年，西柏林政府完成了一半橋梁的維修，1985年，作爲將東德政府命名的“統一之橋”名稱改回原來的“格林尼克橋”為交換條件，西柏林政府又承擔了另一半原本由東德政府應該負擔的維修費用。
1989年11月10日晚，在柏林墙開放一天之後，格林尼克橋重新對行人開放。1990年隨著兩德統一，作爲妨礙通行的橋梁附近的邊境防禦工事和路障也被拆除。

### 交換間諜
冷戰期間，東西方曾經三次進行了人員交換。
第一次交換人員是在1962年2月10日，美國人釋放了1957年因為蘇聯從事間諜活動而被判罪入獄的魯道夫·阿貝爾，以換取1960年被蘇聯俘虜的U-2偵察機飛行員弗朗西斯·加里·鲍爾斯。
第二次是1985年6月12日，23名被關押在東歐的美國間諜與波蘭間諜馬利安·卡扎爾斯基和另外三名被西方逮捕的三名蘇聯間諜進行了交換，東西方爲此進行了爲期三年的談判。
第三次人員交換是在1986年2月11日，當時交換的對象是波蘭人權活動家納坦·夏蘭斯基以及三名西方特工與卡爾·科赫等四名東方間諜。

## 影視作品
由於格利尼克橋在冷戰期間以“間諜橋”聞名於世，在以冷戰間諜戰為題材的電影當中經常以它作為背景。例如：1966年英國電影演員哈里·帕爾默主演的電影《柏林葬禮》、1967年美國著名電影演員尤·伯連納主演的《蛇》（The Double Man）、1982年英國演員亞歷克·吉尼斯主演的六集電視連續劇《微笑的人們》以及2015年湯姆·漢克斯主演的《間諜之橋》等。

## 外部連結
- www.glienicke-bridge.com （页面存档备份，存于）
- Potsdam from Above - Glienicker Bruecke
- Structurae数据库中Glienicke Bridge的数据